# Signiphora woolleyi
Signiphora woolleyi is een vliesvleugelig insect uit de familie Signiphoridae. De wetenschappelijke naam is voor het eerst geldig gepubliceerd in 2003 door Hayat.